# شركة الصحراء العالمية للبتروكيماويات
شركة الصحراء العالمية للبتروكيماويات «سبكيم» شركة مساهمة سعودية مدرجة في السوق المالية السعودية، نتجت من اندماج شركة الصحراء للبتروكيماويات مع الشركة السعودية العالمية للبتروكيماويات وتكوين كيان جديد باسم شركة الصحراء العالمية للبتروكيماويات. في 21 مايو 2020.

## التاريخ
أسست سبكيم في أواخر عام 1999 كشركة سعودية مساهمة مقفلة بهدف أن تصبح من الشركات الرئيسية في إنتاج البتروكيماويات والتي تزود الأسواق العالمية بمنتجات بتروكيماوية أساسية ووسيطة ذات جودة عالية. وهي كذلك شركة قابضة لمجموعة من الشركات التابعة لها. وتضم قائمة مؤسسي سبكيم عددا من كبار مستثمري القطاع الخاص (أفراد وشركات) من ذوي السمعة المرموقة في المملكة ودول مجلس التعاون الخليجي. تلعب سبكيم من خلال تقديم منتجات متميزة وعالية الجودة مخصصة للتصدير دورا مهما في استغلال الموارد الطبيعية الضخمة للمملكة العربية السعودية من النفط والهيدروكربونات وتسخيرها لخدمة الاقتصاد الوطني ومصلحة المعنيين بالشركة من مساهمين وعملاء وموظفين والمجتمع بوجه عام.

## النشاط
نشاطها الرئيسي هو الإستثمار في صناعات البتروكيماويات والكيماويات والهيدروكربونات الرئيسية والوسيطة لإنتاج الكيماويات التي تدخل في صناعة العديد من المنتجات. وتقيم سبكيم تحالفات إستراتيجية مع شركاء عالميين من أكبر الشركات الدولية التي تمتلك أحدث التقنيات العالمية والمكانة التسويقية. وتلتزم سبكيم في جميع أنشطتها بأعلى معايير الجودة سواء في منتجاتها أو في المحافظة على سلامة البيئة حولها أو سلامة العاملين فيها.

## المنتجات
«سبكيم» واحدة من الشركات الرائدة المنتجة في العالم للميثانول والبيوتانديول. وهي أيضا واحدة من الموردين الرئيسيين للتتراهيدروفوران وجاما بوتيرولاكتون والمواد الكيميائية المتخصصة الأخرى من المنتجات الوسيطة مثل حامض الأسيتيك وحمض اسيتيك الأنهايدرايد وخلات الفينيل الأحادي وأثيل وبيوتيل الأسيتات ومنتجات البوليمر وبولي بوتيلين ترافتليت. ومؤخرا قامت الشركة بتوسيع نطاق المنتج مع مشروع أفلام الإثيلين فينيل أسيتات ومشروع إنتاج قوالب معدنية متخصصة.

## الشركات التابعة
| اسم الشركة التابعة                                    | نسبة الملكية | النشاط الرئيسي | مكان العمليات                                                              | مكان التأسيس |
| ----------------------------------------------------- | ------------ | --- | -------------------------------------------------------------------------- | ------------ |
| الشركة العالمية للميثانول                             | 65.00%       | تصنيع وبيع الميثانول. | مدينة الجبيل الصناعية                                                      | السعودية     |
| الشركة العالمية للدايول                               | 100.00%      | تصنيع وبيع ماليك الهيدرايد وبيوتانديول ورباعي هيدروفيوران. | مدينة الجبيل الصناعية                                                      | السعودية     |
| الشركة العالمية للأسيتيل                              | 97.00%       | تصنيع حامض الأسيتيك وانهايدرايد الاسيتيك | مدينة الجبيل الصناعية                                                      | السعودية     |
| الشركة العالمية لخلات الفينيل                         | 97.00%       | تصنيع مجموعة واسعة من المنتجات تستهلك خلات البولي فينيل، المستخدمة بشكل رئيسي في صناعة المواد الصمغية اللاصقة، الحجم الأكبر منها (حوالي 50%). ويعتبر صمغ خلات البولي فينيل من مواد كوبوليمر البلاستيك الحراري ويستخدم في صناعة منتجات المستحلب (Latex ). وتشمل أوجه استخدامه الرئيسية الاصباغ الخارجية والداخلية، المواد اللاصقة، تغليف الورق، ومعالجة الأقمشة | مدينة الجبيل الصناعية                                                      | السعودية     |
| الشركة العالمية للغازات                               | 72.00%       | تصنيع وبيع أول أوكسيد الكربون. | مدينة الجبيل الصناعية                                                      | السعودية     |
| الشركة العالمية للبولميرات                            | 75.00%       | تصنيع وبيع البولي إيثيلين منخفض الكثافة وبولي أسيتات فينيل والبولي فينيل الكحولي. | مدينة الجبيل الصناعية                                                      | السعودية     |
| شركة سبكيم للتسويق                                    | 100.00%      | تقديم خدمات تسويقية للمنتجات التي يتم تصنيعها من قبل شركات المجموعة وغيرها من المنتجات البتروكيماوية. تشتمل الخدمات الأخرى المقدمة من شركة سبكيم وشركة سبكيم للتسويق والشركات الشقيقة لشركة سبكيم للتسويق شراء وتجارة المنتجات البتروكيماوية مع الشركات الشقيقة لسبكيم والشركات الأخرى.                                                                        | مدينة الخبر                                                                | السعودية     |
| شركة سبكيم للكيماويات                                 | 100.00%      | تصنيع وبيع إيثيل أسيتات وبيوتيل أسيتات وبولي بيوتيلين ترفثليت. | مدينة الجبيل الصناعية                                                      | السعودية     |
| شركة الخليج لعوازل الكابلات المتقدمة                  | 50.00%       | تصنيع وبيع البولي إيثيلين متقاطع الربط وواقيات موصلات الأسلاك الكهربائية. بدأت الشركة أنشطتها التجارية في 1 يونيو 2015م . | مدينة الجبيل الصناعية                                                      | السعودية     |
| الشركة السعودية للمنتجات المتخصصة (وهج)               | 75.00%       | تصنيع وبيع القوالب والسبائك والمنتجات ذات الصلة إلى جانب إنتاج أفلام خلات فينيل الإيثيلين. | مصنع إنتاج القوالب المعدنية (الرياض) مصنع أفلام خلات فينيل الإثيلين (حائل) | السعودية     |
| الشركة العالمية للمنافع                               | 68.58%       | توفير المستلزمات الصناعية لشركات المجموعة. | مدينة الجبيل الصناعية                                                      | السعودية     |
| شركة سبكيم أوروبا كوبريتف يو أيه والشركات التابعة لها | 100.00%      | تقديم الدعم الإداري في المجالات التسويقية واللوجستية | أمستردام                                                                   | هولندا       |
| شركة سبكيم آسيا (بي تي أي)                            | 100.00%      | تسويق منتجات الشركة في قارة آسيا | سنغافورة                                                                   | سنغافورة     |
| شركة الصحراء للبتروكيماويات                           | 100.00%      | إنتاج وتصنيع المنتجات البتروكيماوية، وخاصة البروبيلين، البولي بروبيلين، الإثيلين و البولي إثيلين المختلط | مدينة الجبيل الصناعية                                                      | السعودية     |
| الشركة السعودية للتقنيات المتقدمة                     | 100.00%      | تصنيع المعدات المعدنية وقطع الغيار. بدأ مصنع إنتاج الأدوات أنشطته التجارية من سنة 2016م. في سنة 2020م، تم تحويله من مصنع الشركة السعودية للمنتجات المتخصصة إلى الشركة السعودية للتقنيات المتقدمة. في سنة 2021م، تم زيادة رأس مال الشركة السعودية للتقنيات المتقدمة إلى 95.105 مليون ريال سعودي عن طريق تحويل مساهمة إضافية إلى رأس المال.                      |                                                                            | السعودية     |

## البيانات
| تاريخ التأسيس | تاريخ الادراج | الرمز الدولي | نهاية السنة المالية | مراجعي الحسابات |
| ------------- | ------------- | ------------ | ------------------- | --------------- |
| 1999/12/22    | 20067/09/09   | SA000A0KFKK0 | 31/12               | كي بي ام جي     |

## ملف الأسهم
| رأس المال المصرح به (ريال سعودي) | عدد الأسهم المصدرة | رأس المال المدفوع (ريال سعودي) | القيمة الاسمية للسهم | القيمة المدفوعة للسهم |
| -------------------------------- | ------------------ | ------------------------------ | -------------------- | --------------------- |
| 7,333,333,320                    | 733,333,332        | 7,333,333,320                  | 10                   | 10                    |

تغيرات في راس المال
| تاريخ اعلان التوصية | نوع الإصدار   | تاريخ الاستحقاق | رأس المال الجديد | رأس المال السابق | الفرق التراكمي  |
| ------------------- | ------------- | --------------- | ---------------- | ---------------- | --------------- |
| 2018-10-03          | استحواذ       | 2019-05-16      | 7,333,333,320    | 3,666,666,660    | + 5,832,999,993 |
| 2010-12-20          | منحة اسهم     | 2011-03-15      | 3,666,666,660    | 3,333,333,330    | + 2,166,333,333 |
| 2007-07-09          | حقوق الاولوية | 2008-01-29      | 3,333,333,330    | 2,000,000,000    | + 1,833,000,000 |
| 2007-03-14          | منحة اسهم     | 2007-05-12      | 2,000,000,000    | 1,500,000,000    | + 500,000,000   |